# Разъём DIN

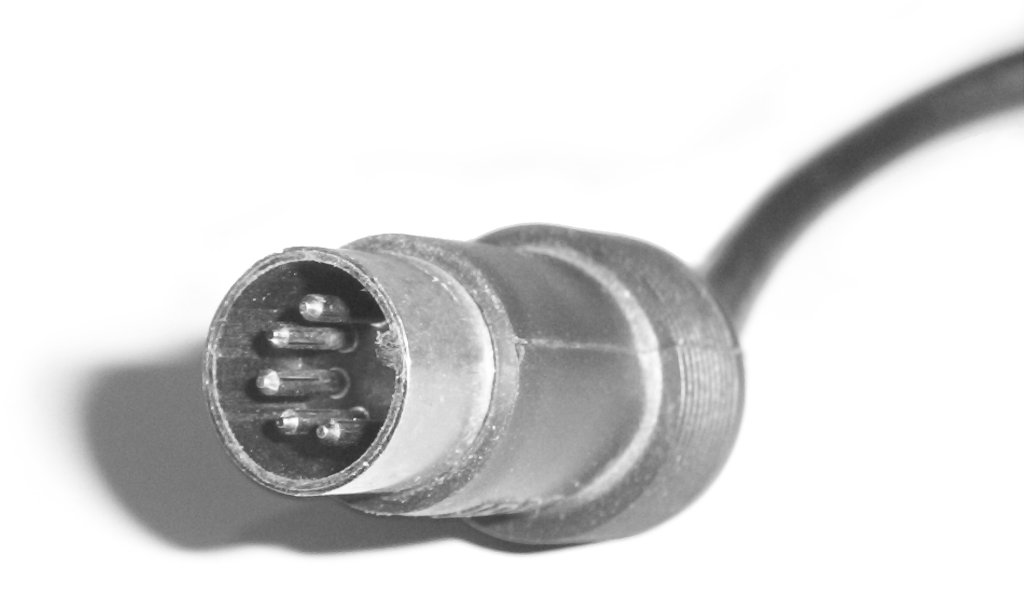
Пятиконтактный 180° DIN-разъём

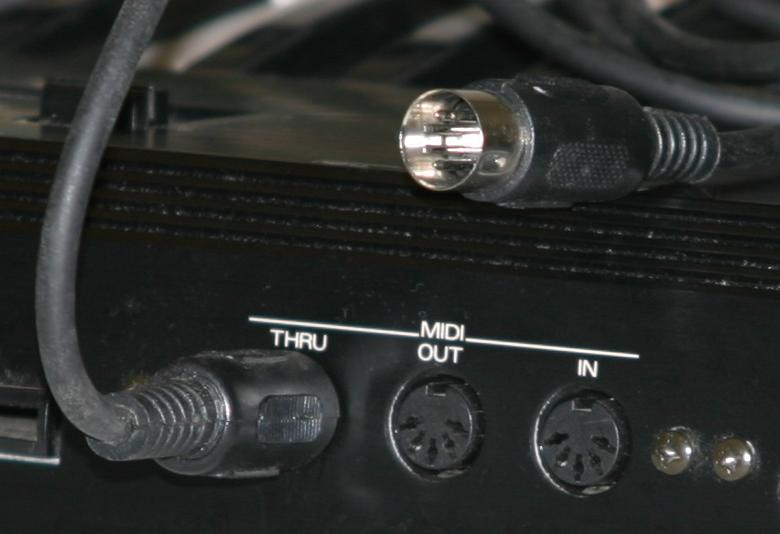
5-контактные вилки и розетки DIN в интерфейсе MIDI

Разъём DIN — разъём, изначально стандартизованный Немецким институтом стандартизации (нем. Deutsches Institut für Normung, DIN), немецкой организацией национальных стандартов. Существуют стандарты DIN на многие типы разъёмов, поэтому термин «разъём DIN» не означает какой-либо конкретный тип разъёма до тех пор, пока не указан номер стандарта (например, «разъём DIN 41524»).
Применительно к бытовой технике термин «разъём DIN» обычно означает семейство круглых разъёмов, изначально стандартизованных DIN для аналоговых звуковых сигналов. Некоторые из этих разъёмов позднее использовались для аналогового видео и для цифровых интерфейсов, таких как MIDI или разъёмы для PC/PC-AT клавиатуры персонального компьютера.
Оригинальных стандартов DIN на эти разъёмы уже нет в печати. Они были заменены равнозначным международным стандартом IEC 60130-9.
Несмотря на то, что разъёмы DIN кажутся внешне похожими на новые профессиональные разъёмы XLR, они несовместимы

## Круглые разъёмы

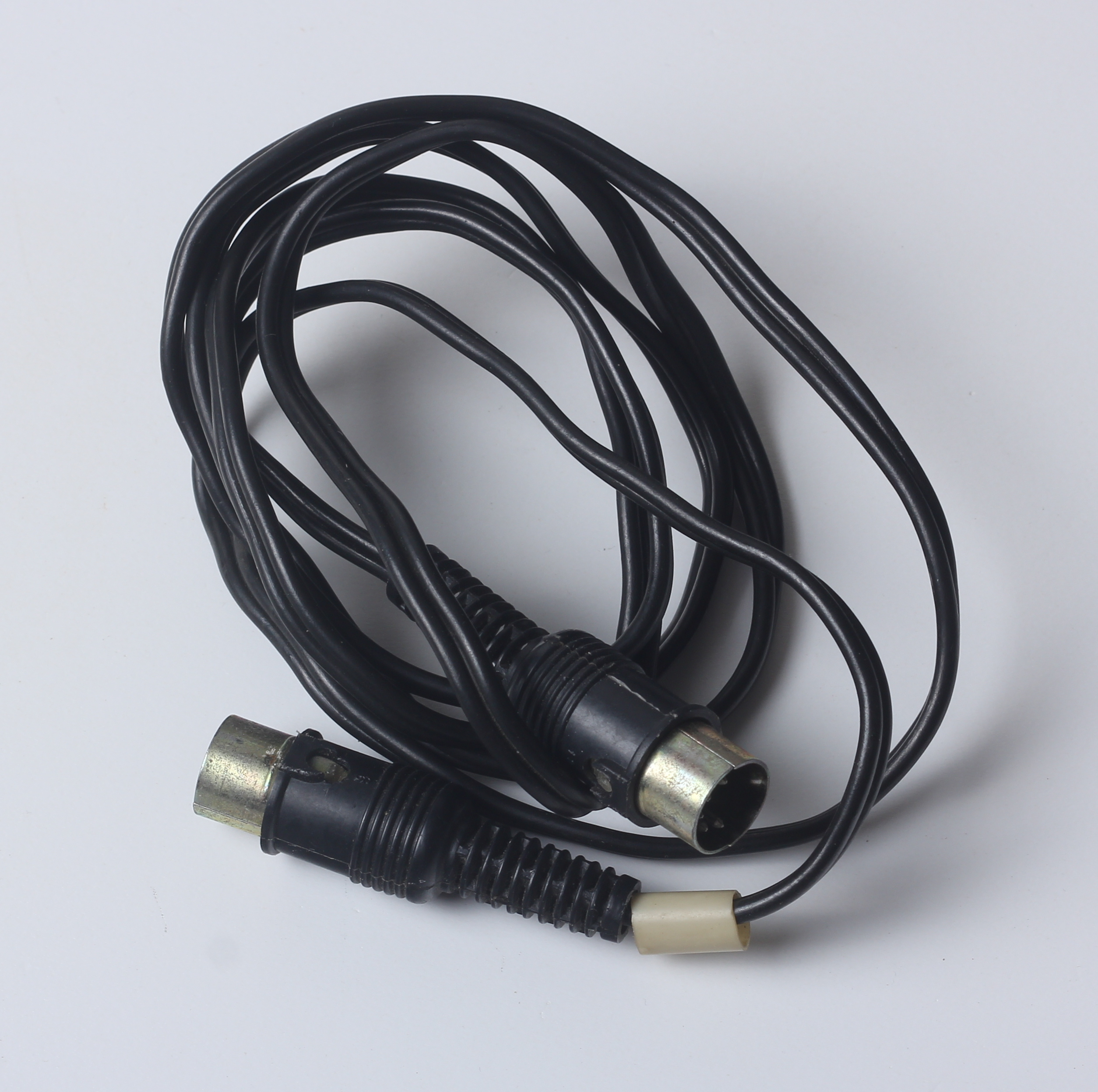
Кабель с круглыми разъемами для соединения аудиотехники

Ряд разъёмов подобной формы различается только конфигурацией штырей и стандартизован в документах DIN 41524 (трёх- и пятиконтактные), DIN 45322 (6-контактный на 60°), DIN 45326 (8-контактный), DIN 45329 (7-контактный) и других стандартах для различных областей применения.
Вилки состоят из цилиндрической металлической юбки диаметром 13,2 мм, внутри которой находятся несколько прямых круглых штырей. Юбка имеет внутренний выступ (ключ), чтобы вилку можно было вставить в розетку только в одном положении и защитить контакты от повреждения. Базовое исполнение также гарантирует, что экран вилки и розетки соединяется раньше всех остальных контактов. Однако, поскольку расположение ключа одинаково у всех разъёмов, ключ не предотвращает подключение несовместимых разъёмов, что может вызвать повреждения. Ситуация изменилась в разъёмах Mini-DIN, имеющих разные ключи на разъёмах разных типов.
Существуют семь распространённых раскладок с количеством штырей от трёх до восьми. Существуют три различных пятиконтактных типа разъёмов с углами 180°, 240° и 270° между первым и последним штырями (см. иллюстрации выше). Существуют также два варианта семиконтактного и восьмиконтактного разъёмов: 360° и 270°. Имеется некоторая ограниченная совместимость. Например, трёхконтактная вилка подходит к любой пятиконтактной розетке 180° и задействует три контакта, оставляя два других неподключёнными. 180° пятиконтактная вилка подойдёт к семи- или восьмиконтактной розетке. Некоторое высококлассное оборудование использовало семиконтактные разъёмы, в которых два внешних контакта передавали цифровые системные данные: если подключённое оборудование было несовместимым, два внешних контакта можно было изъять из вилки так, чтобы они подходили к стандартным пятиконтактным розеткам 180° без подключения линий передачи данных.
В промышленном оборудовании и профессиональной звукотехнике использовались также версии этих разъёмов с винтовой фиксацией. В Северной Америке этот тип часто называют разъёмом «small Tuchel», по названию одного из крупных производителей. Tuchel сейчас является подразделением компании Amphenol. Расположение контактов почти такое же, как у нефиксируемых разъёмов, и в некоторых случаях разъёмы с фиксацией и без можно подключить друг к другу. Также имеются дополнительные конфигурации до 24 контактов в той же самой оболочке. В 1980-е годы в портативных магнитофонах и диктофонах иногда использовалась версия с байонетной фиксацией.

## Разъёмы для громкоговорителей

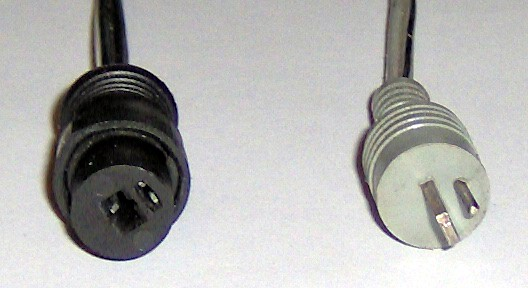
DIN-разъём на проводе для акустических систем (слева) и вилка (справа), называемый также «точка-тире»

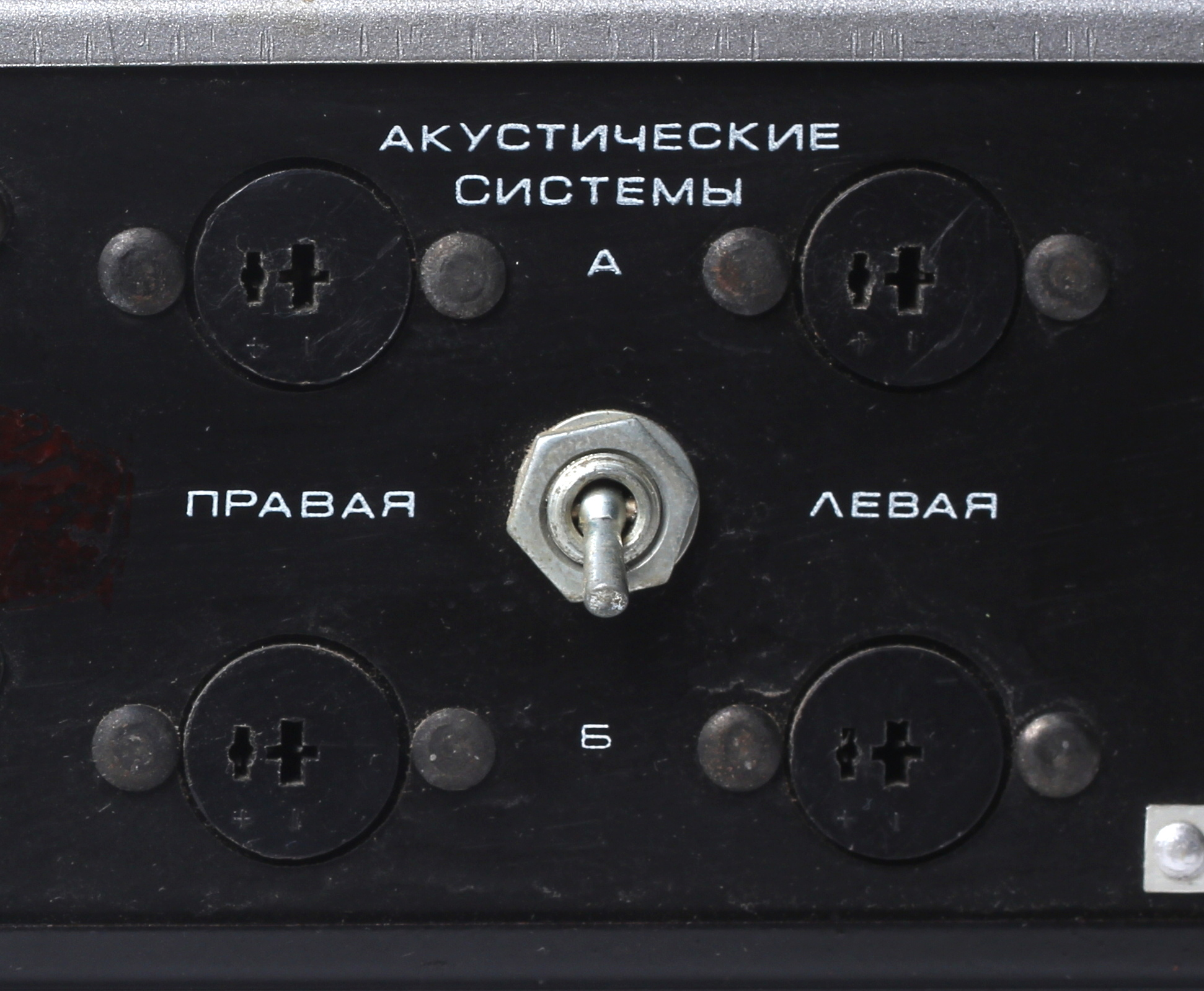
Разъёмы в усилителе для подключения акустических систем

Поляризованный двухконтактный неэкранированный разъём, разработанный для подключения громкоговорителя к усилителю мощности звуковой частоты (или другому устройству; многие из ранних переносных магнитофонов использовали такие разъёмы), известен как разъём DIN 41529 для громкоговорителей. Он существует в виде розетки для монтажа на панель и розетки/вилки на провод. У вилки имеется плоский центральный контакт и круглый контакт, смещённый от центра. Круглый контакт нужно подключать к положительному полюсу (красный), а плоский — к отрицательному (чёрный).
Советские аналоги:
- ОНЦ-ВН-1-2/16-В — вилка;
- ОНЦ-ВН-1-2/16-Р — розетка.

В Советском Союзе и сейчас, в России, его неофициально называют «разъём точка-тире».
Этот разъём в настоящее время можно встретить главным образом на старой технике, такой как кинопроекторы для 16-мм плёнки, радиоприёмник Becker, который можно найти во многих автомобилях Mercedes-Benz. Такой же разъём используется для подключения некоторых галогенных ламп к источнику питания, а также в советских усилителях Hi-Fi и немецкой винтажной акустике и усилителях/ресиверах.
В то время как все другие версии вилок DIN достаточно надёжны, эта двухконтактная вилка DIN значится на вторых позициях — из-за отсутствия внешнего экрана случайно вырвать вилку гораздо легче. Легче её и погнуть или сместить контакты. Также вилка не столь основательно сидит в розетке — бывшие в употреблении экземпляры известны своей ненадёжностью. Их часто достаточно слегка подтолкнуть, и контакт нарушается.
Существуют также трёх- и четырёхконтактные варианты данного разъёма, использующиеся, например, фирмой Bang & Olufsen.

## Применения

### Аналоговый звук
Разъёмы 3/180° и 5/180° изначально были стандартизованы и широко использовались в Германии, Чехословакии и, позднее, в СССР и странах СЭВ для соединения аналогового звукового оборудования, например, стереомагнитофона со стереофоническим усилителем или предусилителем. Использовались четыре контакта для сигнала и пятый для общего провода. Стандартные соединительные шнуры были оснащены штыревыми разъемами («вилка») на обоих концах, а контакты этих вилок электрически соединялись между собой «один к одному»: контакт 1 с контактом 1, 2 с контактом 2, 3 с контактом 3 и т. д. (для варианта кабеля «прямой-полный»). Существовали также варианты распайки типа «полный-перекрестный» (контакт 1 соединен с номером 5 на другой стороне, контакт 5 с номером 1, и т. д.; кроме контакта N2,который является «общим/землей» и соединяется напрямую «N2 к N2» без изменений).
Контакты на вилках нумеруются (справа налево, глядя со внешней стороны разъёма, контактами вверх): 1-4-2-5-3. Отверстия в розетках так же нумеруются 1-4-2-5-3, но слева направо (глядя на отверстия), то есть, «зеркально-симметрично» по отношению к соответствующей «ответной» части разъема, — что, вкупе с имеющимся механическим ключом (фигурным желобком), расположенным «диаметрально-противоположно» по одной прямой с контактом N2 («общий/земля»), обеспечивает однозначное, «правильное» механическое соединение одноименных контактов вилочной(штыревой) и розеточной(гнездовой) частей разъема при их состыковке.
Номера контактов как у штыревых, так и у гнездовых разъемов также бывают выштампованы на изолирующей части разъема возле самих контактов — с наружной либо с внутренней стороны.
Такая нумерация используется потому, что базовым был сначала трёхконтактный разъём с естественной нумерацией 1-2-3 (также известный как «DIN-3»), а затем, позже, при развитии стереовещания, к ним были добавлены контакты 4 и 5 (соответственно, сигналы/линии «микрофон» и «аудио-» правого канала), при сохранении общей формы и габаритов разъема. Поскольку трёхконтактная вилка может быть вставлена в пятиконтактное гнездо(он же «DIN-5»), номера трех соединяющихся используемых контактов при этом совпадают, тем самым обеспечивая «обратную совместимость» с моноаппаратурой (но работа в стереорежиме невозможна).
Четырёхканальный провод, распаянный подобным образом, иногда называют просто DIN-шнуром, DIN-проводом или DIN-кабелем. Для монофонических соединений достаточно вилок 3/180°. Когда монофоническая вилка вставляется в стереофоническую розетку, она соединяется с левым каналом (как микрофонный, так и линейный вход/выход «аудио-»), поэтому в некоторой стереофонической аппаратуре были переключатели «моно/стерео». Подобный интерфейс был редкостью на рынке США и постепенно исчез с новой аппаратуры, как в Германии, так и по всему миру, уступив место разъёмам RCA («тюльпан»). DIN-разъёмы до сих пор используются в аппаратах фирмы Naim Audio.
Более поздние, «упрощенные», варианты аудиошнуров с разъемом «DIN-5» (он же «5/180»), используют следующую распайку контактов:
а) «только аудио/линейный» (без микрофонов):
«2» — общий/земля;
«3» — «аудио-» левый канал;
«5» — «аудио-» правый канал.
б) «только микрофоны» (без лин. входов/выходов):
«2» — общий/земля;
«1» — микрофон левый;
«4» — микрофон правый.
| Применение | Применение | Разъём | Назначение контактов                    | Назначение контактов                    | Назначение контактов | Назначение контактов        | Назначение контактов        |
| Применение | Применение | Разъём | 1                                       | 4                                       | 2                    | 5                           | 3                           |
| ---------- | ---------- | ------ | --------------------------------------- | --------------------------------------- | -------------------- | --------------------------- | --------------------------- |
| усилитель  | моно       | 5/180° | 1-выход звука(лин.вых.,"аудио-")        | 1-выход звука(лин.вых.,"аудио-")        | экран/общий          | 3-вход звука(либо микрофон) | 3-вход звука(либо микрофон) |
| усилитель  | стерео     | 5/180° | выход левого канала                     | выход правого канала                    | экран/общий          | вход правого канала         | вход левого канала          |
| магнитофон | моно       | 5/180° | 1-вход «аудио-»(либо, обычно, микрофон) | 1-вход «аудио-»(либо, обычно, микрофон) | экран/общий          | 3-(лин.)выход «аудио-»      | 3-(лин.)выход «аудио-»      |
| магнитофон | стерео     | 5/180° | вход (либо микрофон) левого канала      | вход (либо микрофон) правого канала     | экран/общий          | (лин.)выход правого канала  | (лин.)выход левого канала   |

### Другие применения
Разъёмы 5/180° часто использовались для:
- интерфейса SYNC электронных музыкальных инструментов;
- интерфейса MIDI электронных музыкальных инструментов;
- интерфейса I2S для передачи цифрового аудио потока между ADC — DAC
- последовательных портов в оригинальном компьютере Apple IIc;
- в оригинальных компьютерах IBM PC, PC/AT и Amiga для кабеля клавиатуры (этот разъём вышел из употребления в середине 90-х с вводом форм-фактора ATX, использующего разъём PS/2);
- звука в оригинальных беспроводных HME-коммуникаторах, входящий и выходящий звук в наушниках (Tx&Rx), в забегаловках для автомобилистов;
- управления поворотом антенн UMTS (Antenna Interface Standards Group[7][8]);
- соединения двух контроллеров радиоуправляемых моделей в целях тренировки.

Разъём DIN видел на своём веку и другие сферы применения помимо звука. Игровая консоль TurboGrafx-16 использовала 5-контактный DIN-разъём для вывода видео и звука. Atari XEGS наряду с Commodore C64 и БК использовали разъём DIN для подключения к блоку питания. Также ранние C64, поддерживавшие только композитный видеовыход, использовали 5-контактный DIN для видео и звука, однако более новые C64, поддерживавшие вывод сигнала цветность/яркость, использовали 8-контактный DIN для передачи дополнительных сигналов. Neo Geo и Neo Geo CD использовали 8-контактный DIN для композитного видео, видео в формате RGB, и монофонических выходов звука, а также напряжение +5 В для питания радиочастотного модулятора. Компьютеры Dragon 32 использовали 4 5-контактных DIN разъёма для джойстиков, магнитофона и вывода на монитор. TRS-80 модели I использовала три одинаковых 5-контактных DIN разъёма для блока питания, видеовыхода и магнитофона, что упрощало вывод устройства из строя при ошибочном подключении. Примерно то же самое наблюдалось в советских компьютерах БК, где использовались четыре 5-контактных разъёма DIN для магнитофона, чёрно-белого видео, цветного видео RGB и блока питания.

### Советские разъёмы ОНЦ-ВГ

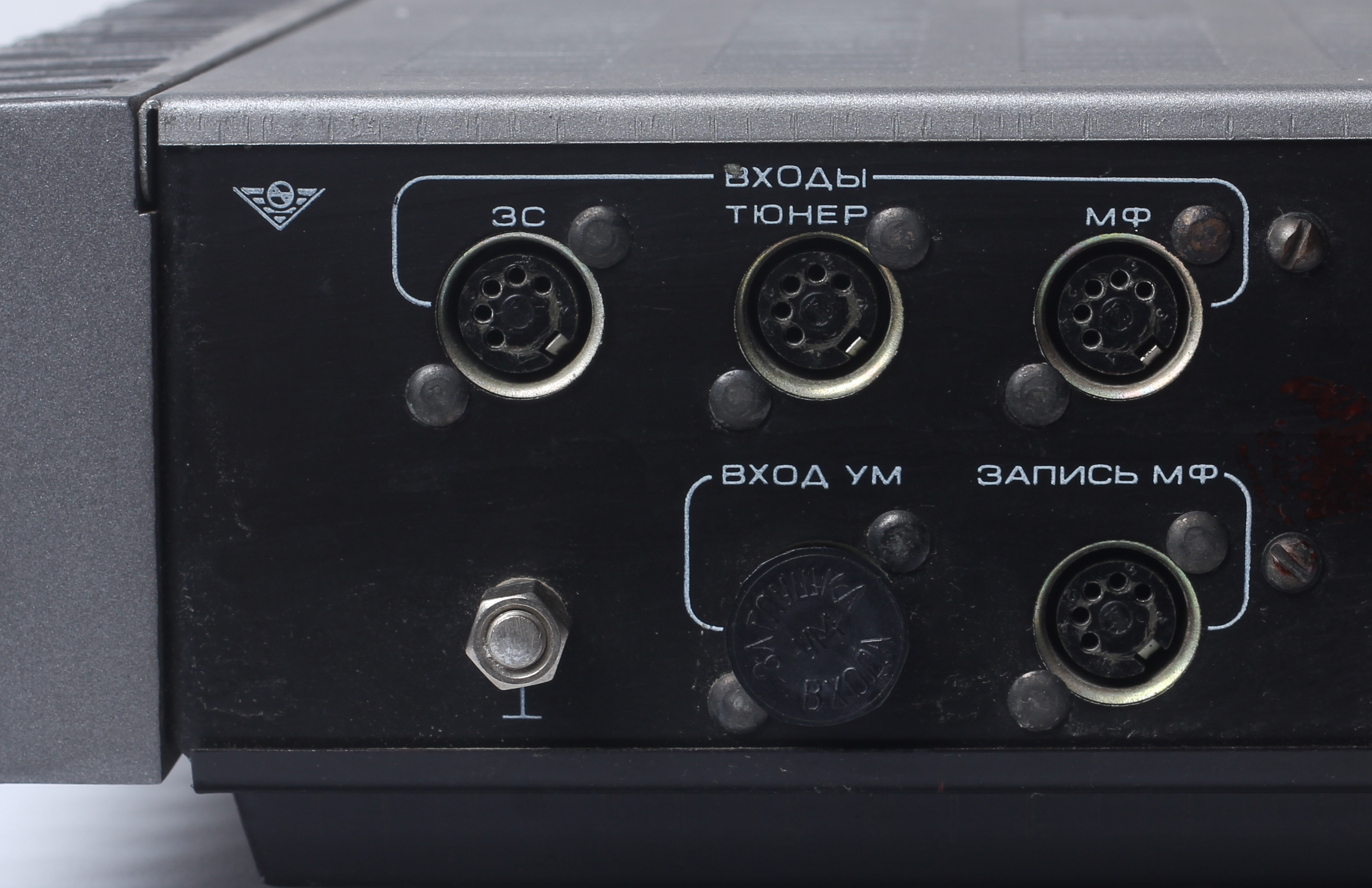
Розетка ОНЦ-ВГ-4-5 в усилителе

В Советском Союзе 3- и 5-контактные разъёмы DIN, носившие наименование ОНЦ-ВГ, применялись повсеместно. 5-контактный разъём назывался также СШ-5, СГ-5 (Ш — штекер, Г — гнездо), а трёхконтактный — СШ-3, СГ-3. Изначально это было фабричное звуковое оборудование, но потом радиолюбители и кооперативы стали массово устанавливать такие разъёмы почти в любые устройства, работавшие с низкочастотными сигналами; в том числе и в качестве разъёмов питания. При этом говорить о стандартной распайке таких разъёмов нельзя. В то время как 3- и 5-контактные разъёмы можно было легко купить, с остальными ситуация была тяжёлая. Четырёх и 8-контактные разъёмы были очень большой редкостью и в продаже не встречались. Шести- и 7-контактные разъёмы были дефицитны, однако иногда встречались в продаже.
Как пример, можно упомянуть советский цветной телевизор «Радуга-315» с кинескопом диагональю 51 см. В нём для подключения источника видеосигнала (например, видеомагнитофона) использовался стандартный разъём DIN-6. Благодаря тому, что режим воспроизведения сигнала на телевизоре включался отдельной кнопкой, для соединения видеомагнитофона с телевизором использовался кабель с доступным разъёмом СШ-5, крайние выводы которого 1 и 3 просто откусывались кусачками, что обеспечивало механическую совместимость с гнездом в телевизоре.
Поскольку встречалось множество нестандартных способов использования разъёмов, в таблице упомянуты лишь стандартные.
| Контактов | Рисунок | Вилка            | Розетка          | Стандартизованное применение |
| --------- | ------- | ---------------- | ---------------- | --- |
| 3         |         | ОНЦ-ВГ-2-З/16-В  | ОНЦ-ВГ-2-3/16-Р  | Монофоническое подключение магнитофонов к усилителям, радиоприёмников, микрофонов к магнитофонам. Другое название: СШ-3. |
| 4         |         | Неизвестно       | Неизвестно       | Неизвестно |
| 4         |         | Неизвестно       | Неизвестно       | Приёмопередающая аппаратура (трансиверы). Другие названия: gx16 16m 4 |
| 5         |         | ОНЦ-ВГ-4-5/16-В  | ОНЦ-ВГ-4-5/16-Р  | Стереофоническое и монофоническое подключение магнитофонов к усилителям, радиоприёмников, микрофонов к магнитофонам, наушников к усилителям. Другие названия: СШ-5, СГ-5, DIN 41524, «5-pin DIN 180°», DIN-5/180°.                                                                            |
| 5         |         | ОНЦ-ВГ-11-5/16-В | ОНЦ-ВГ-11-5/16-Р | Наушники (вилка) и выход аппаратуры для их подключения (розетка) (с 1988 г. не применялся). |
| 5         |         | Неизвестно       | Неизвестно       | Неизвестно |
| 6         |         | ОНЦ-ВГ-11-6/16-В | ОНЦ-ВГ-11-6/16-Р | Подключение видеомагнитофонов к телевизорам. Направление сигнала сменное, по каждому звуковому и видеопроводу в двух направлениях, в зависимости от режима «запись/воспроизведение». В дальнейшем — также подключение бытовых компьютеров к телевизорам (чёрно-белый или композитный сигнал). |
| 7         |         | ОНЦ-ВГ-11-7/16-В | ОНЦ-ВГ-11-7/16-Р | Пульт проводного дистанционного управления аппаратурой. |
| 8         |         | ОНЦ-ВГ-5-8/16-В  | ОНЦ-ВГ-5-8/16-Р  | Подключение автомобильного магнитофона к автомобильному радиоприёмнику. Подключение бытового компьютера и других источников RGB-сигналов к телевизору. |

Конструкция и маркировка выводов разъёмов ОНЦ, выпускаемых промышленностью, определяется по ГОСТ 28752-90.